# 布伊-佩勒伊
布伊-佩勒伊（法語：Bouilh-Péreuilh，法語發音：[buj peʁœj]）是法国上比利牛斯省的一个市镇，属于塔布区。该市镇于1831年由原市镇布伊达尔（Bouilh-d'Arr）和佩勒伊（Péreuilh）合并而成。

## 地理
布伊-佩勒伊（43°18'25"N, 0°11'15"E）面积7.85 平方千米，位于法国奧克西塔尼大區上比利牛斯省，该省份为法国西南部内陆省份，北至热尔省，西接大西洋比利牛斯省，南与西班牙接壤，东临上加龙省。
与布伊-佩勒伊接壤的市镇（或旧市镇、城区）包括：佩兰、卡斯泰尔维耶伊、卡斯泰拉卢、科隆格、雅克、卢伊、马尔塞扬、普亚斯特吕克、索雷阿克。
布伊-佩勒伊的时区为UTC+01:00、UTC+02:00（夏令时）。

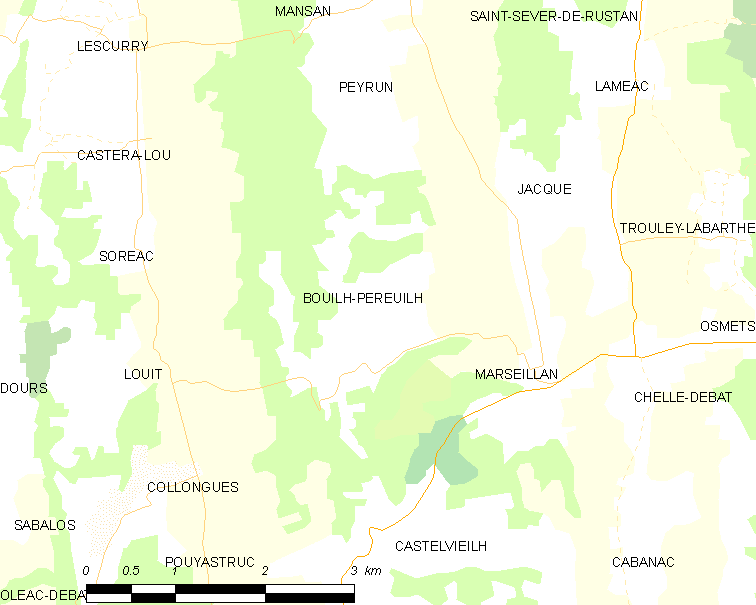
布伊-佩勒伊的OSM定位图

## 行政
布伊-佩勒伊的邮政编码为65350，INSEE市镇编码为65103。

## 政治
布伊-佩勒伊所属的省级选区为山丘县。

## 人口

1962-2008年间布伊-佩勒伊人口变化图示

布伊-佩勒伊于2022年1月1日时的人口数量为121人。